# Incendie de Vaasa

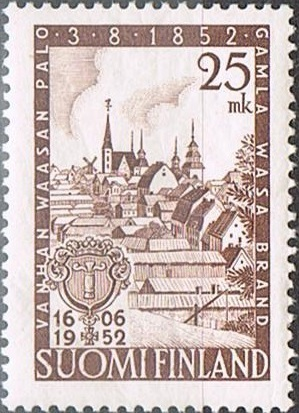
Timbre postal commémorant l'incendie de Vaasa.

L'incendie de Vaasa (finnois : Vaasan palo) est un incendie généralisé, qui a détruit la majeure partie de la ville de Vaasa en Finlande, le 3 août 1852,.

## Présentation
Sur les 403 maisons de Vaasa, 379 maisons et dépendances ont été détruites et six personnes ont été tuées dans l'incendie. 
À la suite de l'incendie, la ville de Vaasa a reçu l'ordre en 1854 d'être reconstruite à environ sept kilomètres au nord-ouest de son ancien emplacement sur la péninsule de Klemetsö, en tenant compte du recul de la mer lié à l'isostasie.
En 1862, la ville est reconstruite sur ce site qui est le centre actuel de Vaasa. 
Le nouveau plan d'urbanisme, élaboré par Carl Axel Setterberg, est basé sur de larges rues pour éviter les incendies urbains.
La nouvelle ville est baptisée Nikolainkaupunki (ou Nikolaïstadt) en l’honneur du tsar russe Nicolas Ier.
L'ancien emplacement avant l'incendie à Vaasa est maintenant connu sous le nom de Vanha Vaasa,.